# 苏利
苏利（希臘語：Σούλι）是希腊伊庇鲁斯大区塞斯普罗蒂亚专区的市镇，行政中心为帕拉米夏镇。市镇面积为502.8平方公里，2021年人口数量为8,759人。
此市镇设立于2011年地方政府改革中，由原3个市镇合并而成，原市镇则成为此市镇的3个市区。苏利市区（即原苏利市镇）的面积为93.2平方公里，2021年人口数量为349人。